# Volby prezidenta Jižní Koreje 2007
Prezidentské volby, které proběhly 19. prosince 2007, byly 13. volbou hlavy státu v Jižní Koreji. Kandidaturu oznámilo 12 kandidátů, dva z nich však později z voleb odstoupili . Vítěz, kterým se stal Lee Myung-bak, bude zastávat post prezidenta v období let 2008 až 2013.

## Volby

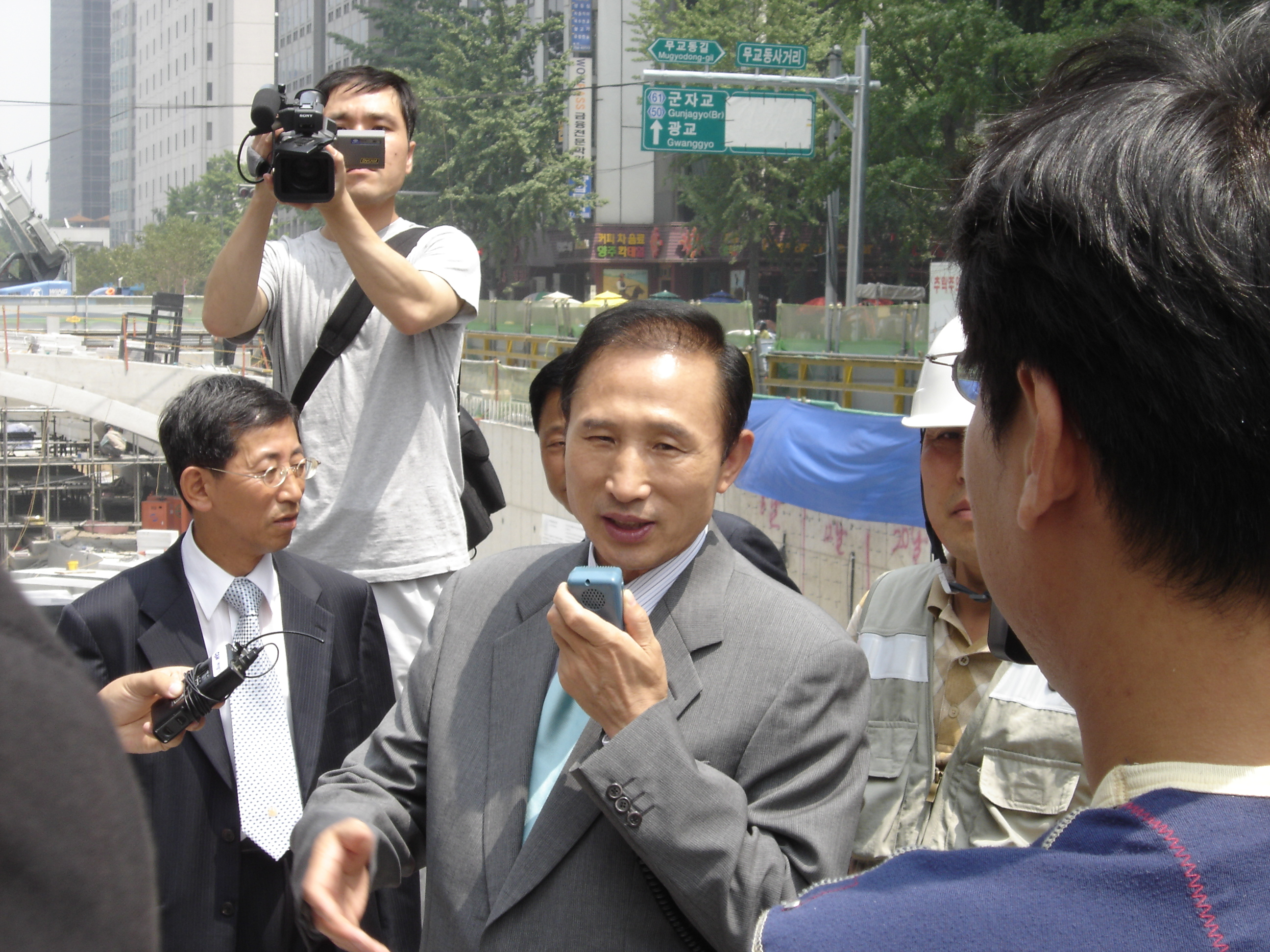
Lee Myung-bak

### Volební systém
Prezidentská volba probíhá přímým jednokolovým lidovým hlasováním, volební právo náleží občanům starším dvaceti let. Kandidát musí být starší čtyřiceti let. Volební kampaň trvá tři týdny.

### Volební výsledky
| .   | Kandidát                 | Strana                                    | Počet hlasů | %      |
| --- | ------------------------ | ----------------------------------------- | ----------- | ------ |
| 1.  | Lee Myung-bak, 이명박    | Velká národní strana                      | 11 492 389  | 48,7   |
| 2.  | Chung Dong-young, 정동영 | Jednotná nová demokratická strana         | 6 174 681   | 26,1   |
| 3.  | Lee Hoi-chang, 이회창    | nezávislý                                 | 3 559 963   | 15,1   |
| 4.  | Moon Kook-hyun, 문국현   | Tvůrčí korejská strana                    | 1 375 498   | 5,8    |
| 5.  | Kwon Young-ghil, 권영길  | Demokratická strana práce                 | 712 121     | 3,0    |
| 6.  | Lee In-je, 이인제        | Centristická reformní demokratická strana | 160 708     | 0,7    |
| 7.  | Huh Kyoung-young, 허경영 | Republikánská strana                      | 96 756      | 0,4    |
| 8.  | Geum Min, 금민           | Korejská socialistická strana             | 18 223      | 0,1    |
| 9.  | Chung Kun-mo, 정근모     | Pravá koalice majitelů                    | 15 380      | 0,1    |
| 10. | Chun Kwan, 전관          | Plně pravý akt chamsaramské společnosti   | 7 161       | 0,0    |
| -   | Sim Dae-pjong            | První lidová strana                       | odstoupil   | -      |
| -   | Lee Soo-sung, 李壽成     | Lidová koalice pro jednotu a pokrok       | odstoupil   | -      |
|     |                          |                                           | 23 732 854  | 100,00 |

- Volební účast: 62,9%
- Zdroj: